# Myrmosa eos
Myrmosa eos (лат.) — вид ос-немок рода Myrmosa из подсемейства Myrmosinae.

## Распространение
Дальний Восток России (Приморский край), Корея.

## Описание
Мелкие пушистые осы (около 1 см). От близких видов отличается затемнёнными крыльями самцов, соотношением жилок переднего крыла, относительными пропорциями птеростигмы (она в 1,9 раза короче переднего края радиальной ячейки) и 7-м тергитом брюшка, у которого отсутствует вершинный глубокий вырез. Наличник самок и среднеспинка коричнево-чёрные. Глаза опушённые. Грудь самки удлинённая, переднеспинка уже промежуточного сегмента. Глазки развиты. Передний край лба самок со срединным отростком или продольным килем. Паразиты пчёл и ос.